# Sapígids
Els sapígids (Sapygidae) són una petita família d'himenòpters apòcrits de la superfamília dels vespoïdeus (Vespoidea), amb 66 espècies. S'han trobat fòssils de Sapygidae en ambre del Bàltic de l'Eocè superior. En idioma alemany s'anomenen Keulhornwespen (vespes amb banyes de bastó), nom que fa referència al distintiu gruix de les seves antenes.
Generalment són de color negre com algunes de les vespes de la família Tiphiidae, amb marques blanques o grogues. La femella ovoposita als nius d'abelles solitàries i les larves s'alimenten de les larves hoste i dels aliments que els proporcionen les abelles.